# ستابهورست
ستابهورست Staphorst  هي بلدية ومدينة بمقاطعة أوفرآيسل بهولندا.

## طوبوغرافيا
خريطة طوبوغرافية هولندية لبلدية ستابهورست، يونيو 2015، (تقرأ بعد ثلاث نقرات على الخريطة).

## أعلام
- ألت تورسن